# Pigment

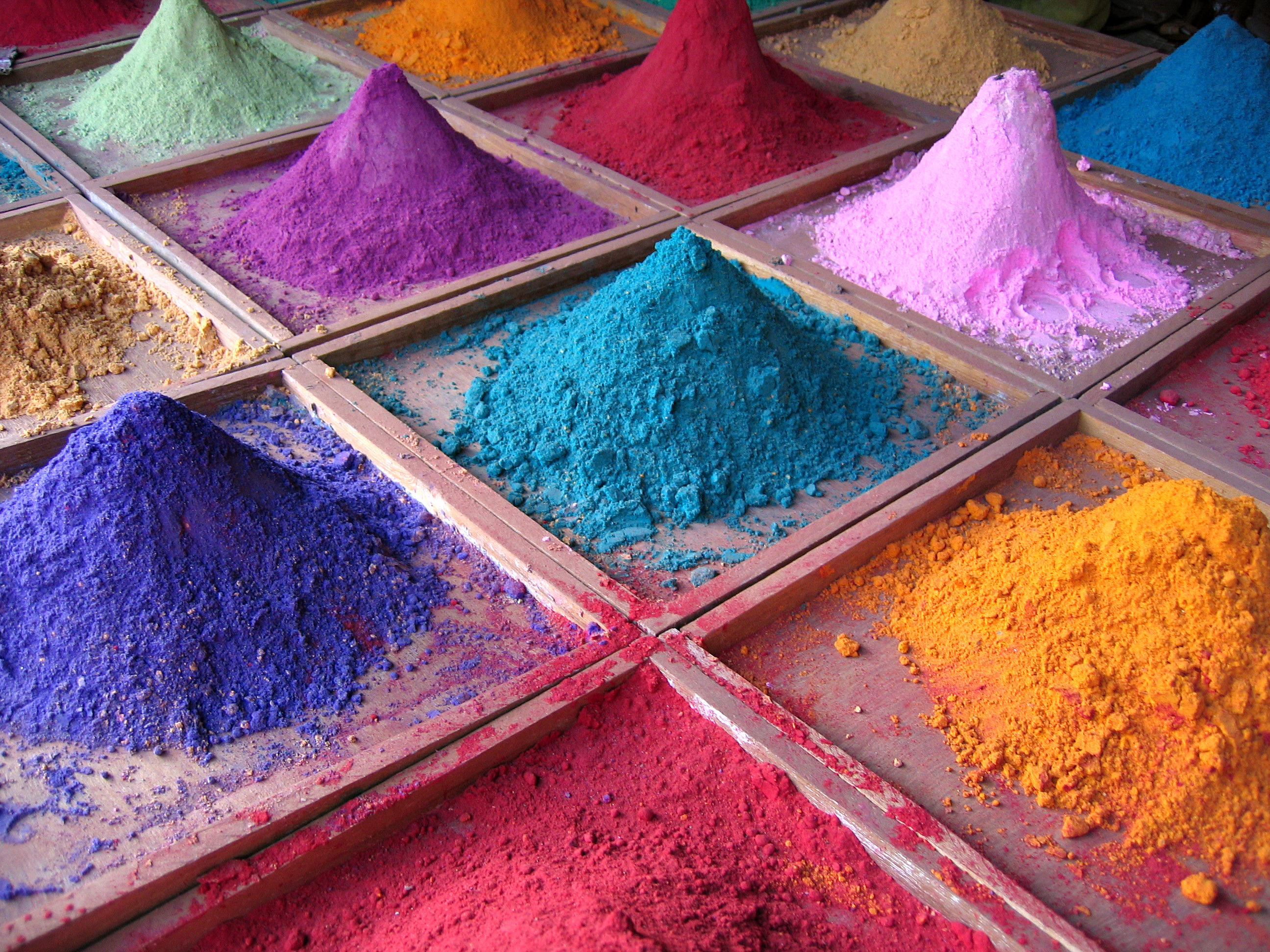
Färgpigment till försäljning på en marknad i Goa, Indien.

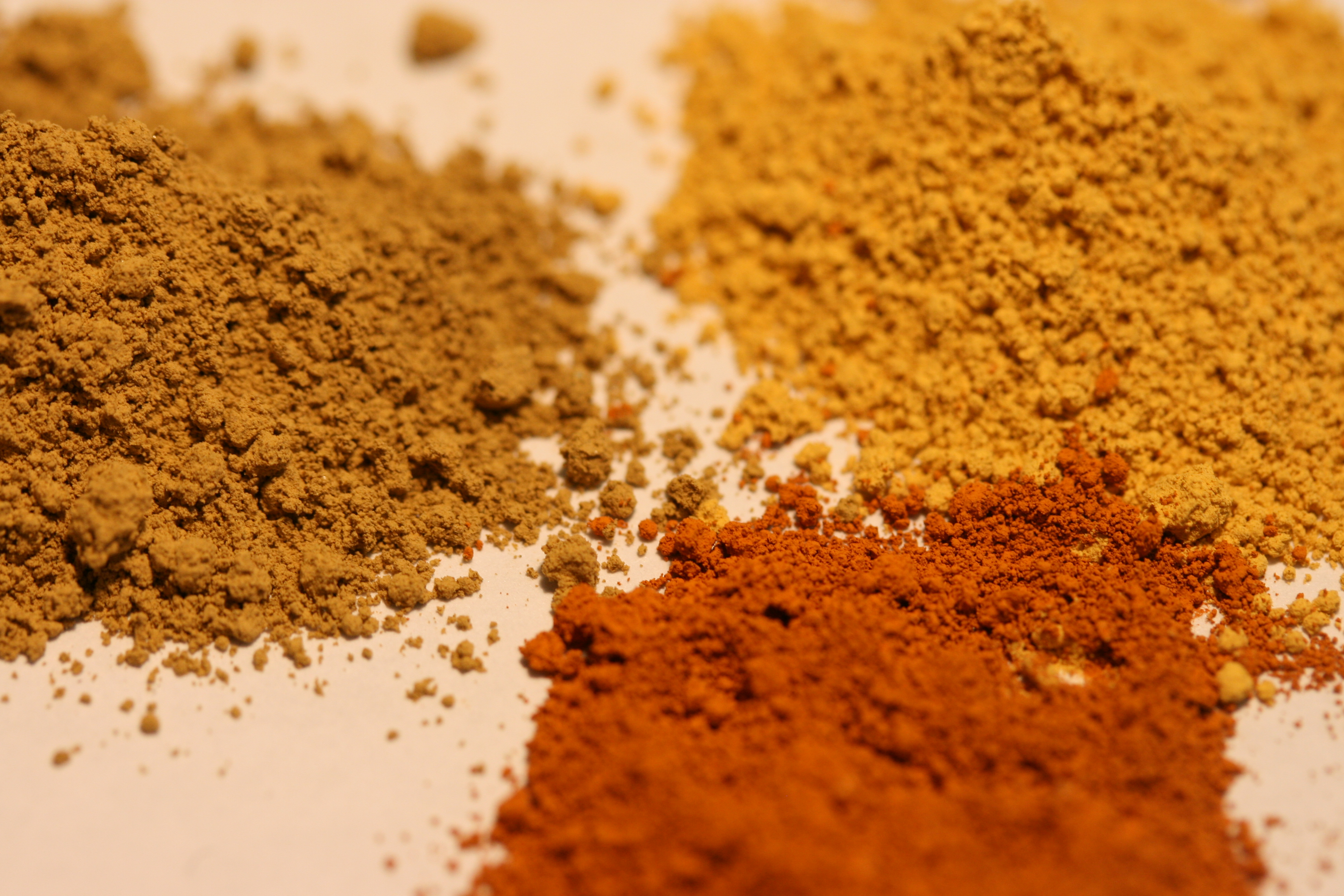
Tre varianter av ockra

Denna artikel behandlar pigment för färgmaterial. För pigment i levande växt- och djurceller, se Biologiskt pigment
Pigment är olösliga pulver som används i färgmaterial för till exempel målning och tryck. Ordet kommer från latinets pigmentum som betyder färg. I strikt betydelse skiljer man mellan olösliga pigment och lösliga färgämnen (engelska dyes) men på svenska används orden ofta synonymt. Målarfärg tillverkas genom att tillsätta pigment till ett bindemedel, varvid pigmenten inte blir kemiskt lösta utan i stället dispergerade i bindemedlet. Färgstoff är ett äldre ord för pigment.

## Organiska och oorganiska pigment
Pigment delas efter sin kemiska sammansättning upp i organiska och oorganiska pigment. De oorganiska pigmenten består av metallföreningar som hämtats ur jorden, framställts genom krossning och bearbetning av stenmaterial eller framställts syntetiskt. Organiska pigment består av kolföreningar som tillverkats av växt- och djurdelar eller utvunnits ur exempelvis petroleum.

### Oorganiska pigment

#### Kol, jordpigment och syntetiska järnoxider

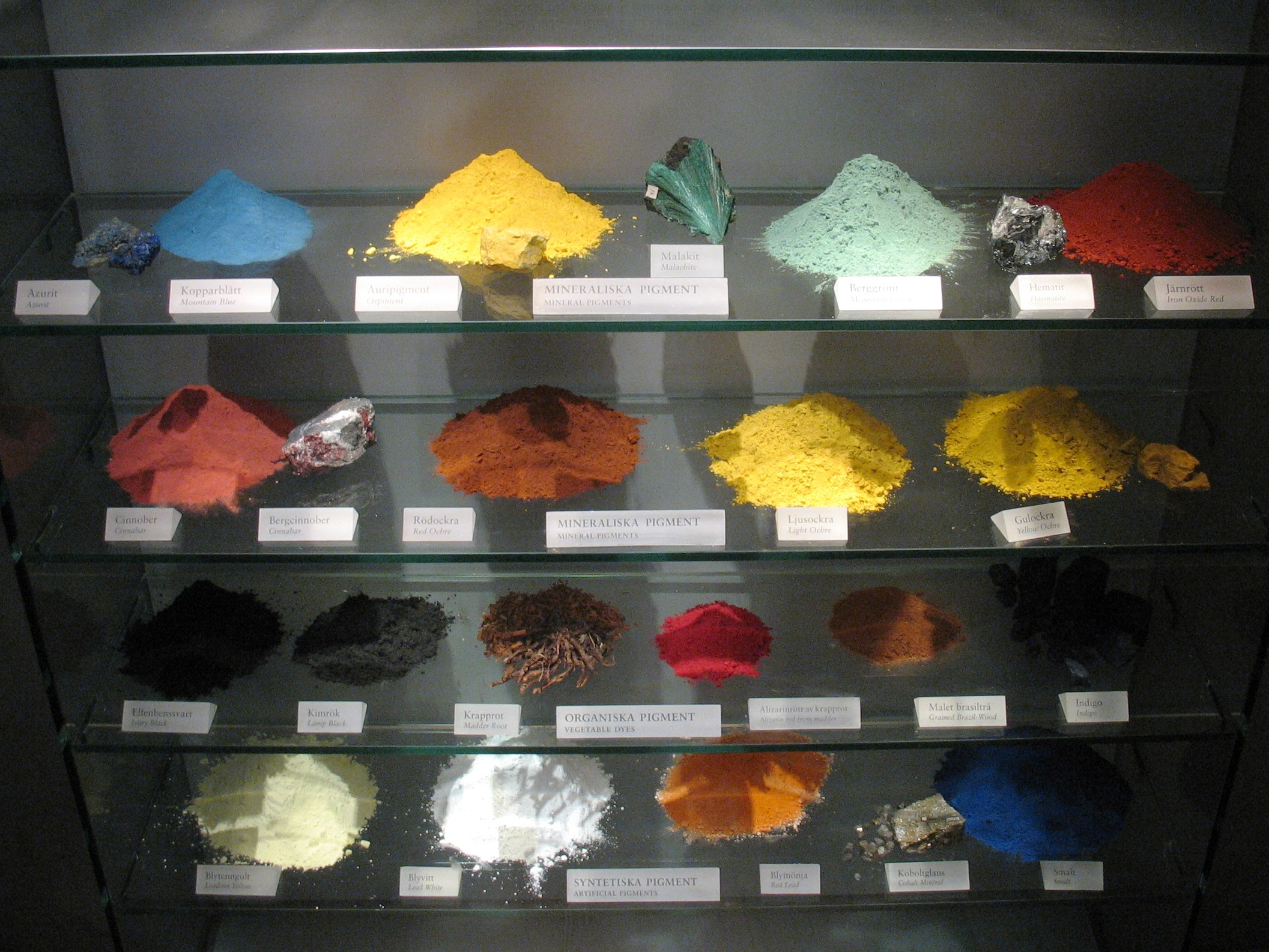
Färgpigment använda på regalskeppet Vasa.

Under förhistorisk tid utvanns de allra första pigmenten ur leror, jord och kol, som man sedan blandade i saliv eller fett för att få de första målarfärgerna. Svarta pigment får oftast sin färg från kol: kimrök som fås då trä förbränns har en kolsvart färg, medan bensvart som framställs genom att bränna ben är mer blåsvart. Idag är de vanligaste svarta pigmenten carbon black, ett kolpigment utvunnet ur naturgas, och järnoxidsvart.
Jordfärger som ockra, umbra och terra di Siena innehåller järnoxid och andra metalloxider. Beroende på proportionerna mellan dessa oxider och andra ämnen varierar färgskalan inom det röd-gul-bruna området, och det finns också jordpigment med dämpat grön ton (grönjord). Jordfärgerna finns ofta som både obrända och brända, där upphettningen får den gula järnhydroxiden att omvandlas till röd järnoxid.
De äkta jordfärgerna används idag nästan bara i konstnärsfärger och i färg tillverkad för speciella kulturhistoriska miljöer. I vanligt byggnadsmåleri har de ersatts av syntetiska järnoxidpigment, som har samma dominerande ingredienser som jordfärgerna men är renare. Detta innebär att man kan få fram starkare kulörer och att kulören blir jämnare - något som kan upplevas som positivt eller negativt beroende på vad man vill åstadkomma.
Det traditionella svenska rödfärgspigmentet tillverkas av restprodukter från Falu koppargruva och består till stor del av järnoxid. Innan bearbetning är pigmentet gulbrunt och kan sedan brännas till olika röda, bruna och svarta kulörer. Tidigare fanns rödfärgsverk även på många andra ställen i Sverige.

#### Andra oorganiska pigment

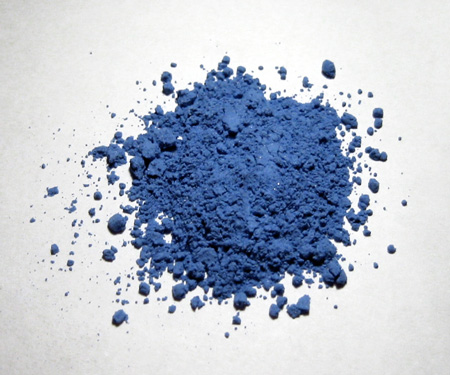
En pulverhög med pigmentet ultramarin (lapis lazuli) från naturen.

För att komplettera jordfärgerna med klargrönt, blått och mera intensivt rött har man sedan mycket länge krossat och bearbetat mineraler som innehållit föreningar av t.ex. koppar (malakitgrön, azurit och atacamit), aluminium (ultramarin) eller kvicksilver (cinnober).
Blyvitt, liksom de intensiva blypigmenten blygult (blyglete och bly-tenngult) och blymönja, förekommer inte naturligt, utan har ända sedan antiken tillverkats genom kemiska processer.
Från mitten på 1700-talet finns nya syntetiska pigment, som en följd av kemivetenskapens utveckling. Ett av de första var berlinerblått. År 1797 upptäcktes grundämnet krom, som fick sitt namn (latin chroma=färg) på grund av sin betydelse i ett stort antal nya pigment, till exempel kromgult och kromoxidgrönt. Vid mitten av 1800-talet började man tillverka syntetiskt ultramarin.
Eftersom bly är giftigt ersattes det traditionella blyvita pigmentet från 1800-talets mitt gradvis av zinkvitt och bariumsulfat. Idag är titanvitt det dominerande vita pigmentet.

### Organiska pigment
I äldre tider använde man djur- och växtdelar för att framställa pigment i form av färglacker (inte att förväxla med lackfärger). Det färggivande organiska materialet bearbetas så att färgämnet fälls ut och överförs till ett oorganiskt material, till exempel krita, som sedan kan användas som pigment. Några exempel på detta är indigo (blått, från en östasiatisk buske) och karmin (rött, från sköldlusarten koschenill).
Vid 1850-talets mitt började man tillverka syntetiska organiska pigment, som gradvis kom att helt ersätta de gamla färglackerna. De första var tjär- eller anilinfärger som mauvein (1856) och fuchsin (1859). 1900-talets petrokemiska industri har skapat en rad andra organiska pigment, till exempel syntetisk indigo och alizarin. De äldre organiska pigmenten var sällan särskilt hållbara, men så småningom har de ersatts av nya och mer hållbara och ljusäkta ämnen, till exempel röda kinakridonpigment och gula bensimidazolonpigment. De nya organiska pigmenten har också ersatt giftiga oorganiska pigment. Genom ftalocyaninfärgämnena, som började bli vanliga under 1900-talets senare del, fick byggnadsmåleriet för första gången tillgång till hållbara och färgstarka blå och gröna pigment till rimliga priser.

## Pigmentens namn
Pigmentens namn är långt ifrån entydiga. Ett och samma pigmentnamn kan användas för olika substanser, ibland med helt olika egenskaper. Ett exempel är cinnober som i sin äkta form är ett numera förbjudet kvicksilverpigment. Samma namn har också använts för andra både oorganiska och organiska pigment. Ett annat exempel är umbra, som används för en rad besläktade jordpigment och även för syntetiska mineralpigment med liknande kulör och egenskaper.
Det kan också vara så att identiska eller mycket likartade substanser har sålts under olika namn. Bresilja och färnbock kan till exempel syfta på ett och samma färglack, framställt av brasilianskt rödträ. För ockra finns en mängd variantnamn som beskriver ungefär hur kulören ser ut men som ofta kan överlappa varandra. I en undersökning av en samling gamla pigment och färger på Kungliga konsthögskolan konstateras att "ett flertal av dessa har ett tiotal(!) synonyma namn, och dess värre används de inte bara för ett utan för flera ämnen med samma kulör".
Pigmentnamnen används ofta i överförd bemärkelse för de färger (kulörer) som man kan få med respektive pigment, alldeles oavsett om man verkligen använt detta pigment. Det finns till exempel HTML-färger som har pigmentnamn, vilket inte ska tolkas som någon korrekt definition, utan som namn godtyckligt inspirerade av hurdana färger man kan få fram med pigmentet i fråga, inklusive vad som egentligen är blandningar med andra pigment.

### Normalfärger
Under 1800-talet introducerades, vid sidan om nya bindemedel, en mängd nya pigment som såldes under olika namn och var oprövade vad gäller hållbarhet och andra egenskaper. Det ökade behovet att kartlägga pigmentens egenskaper, för att garantera bästa möjliga resultat, uppmärksammades i flera länder.
En tysk sammanslutning av kemister och färgtekniker, Deutsche Gesellschaft zur Beförderung rationeller Malverfahren (DGzBrM), lanserade 1886/1887, på initiativ av kemisten Adolf Wilhelm Keim, begreppet normalfärger (tyska: Normalfarben), för en standardiserad kvalitetssäkring av färger tillgängliga på marknaden. Utifrån typ av målarfärg, upprättades listor på pigment godkända av sällskapet, baserade på bland annat teknisk renhet, hållbarhet, inbördes blandbarhet och beteende i bindemedel. Det var inte helt utan motstånd i början, men snart var det några få tyska producenter som började föra normalfärger; i januari 1891 var fyra tillverkare listade. Till en början hade bindemedlen i sig inga fasta kriterier, endast vissa rekommendationer. För att färdigriven färg skulle få tillstånd att säljas som normalfärg, skulle tuber med den färdiga färgen skickas in för analys. Så länge en produkt klarade kraven i de återkommande kontrollerna, kunde den märkas med "Normalfarbe der deutschen Gesellschaft zur Beförderung rationeller Malverfahren". Etiketterna skulle då också använda de av DGzBrM standardiserade pigmentnamnen. Så småningom fick detta mer spridning, även till andra länder.
I Sverige kom frågan att drivas av konstnären och professorn Gottfrid Kallstenius, vilket ledde till att färgtillverkaren AB Wilh. Becker år 1912 lanserade en serie normalfärger. Pigmentnamnen blev då mer entydigt använda även i Sverige; exempelvis var det först genom normalfärgskalan som orden engelskt rött och caput mortuum tydligt kom att syfta på särskilda pigment, tidigare hade de ofta använts mer ospecifikt för att beteckna röda järnoxidpigment i allmänhet.

### Colour Index
Colour Index (CI) är en internationell databas över färgämnen och pigment, första gången publicerad 1924. Idag ses den som ett standardverk och uppgavs 2016 lista drygt 34 000 färgämnen och pigment, under drygt 11 000 så kallade Colour Index Generic Names (CIGN). Databasen underhålls av Society of Dyers and Colourists (SDC) och American Association of Textile Chemists and Colorists (AATCC). Den används för att specificera innehållet i färgtillverkarnas produkter på ett entydigt sätt. Nyare organiska pigment med komplicerad kemisk struktur har ibland inget annat hanterligt namn än det som ges av CIGN, till exempel Pigment Yellow 154.

## Pigmentens egenskaper

### Täckkraft
Pigment har olika täckkraft, alltså olika förmåga att dölja det underlag de målas på. En viktig faktor för en målarfärgs täckkraft är förhållandet mellan pigmentets och bindemedlets brytningsindex, där en större skillnad ger större spridning av ljuset och därmed större täckkraft. Täckkraften beror alltså även på bindemedlet - exempelvis har krita god täckkraft i limfärg, medan den helt saknar täckförmåga i oljefärg. Andra faktorer som spelar in är pigmentets partikelstorlek, hur det är fördelat i bindemedlet och i vilken koncentration det föreligger.
En lärobok i ådring och marmorering från 1989 anger följande pigment som laserande respektive täckande:
- Gula och gulbruna pigment: Obränd terra är laserande, medan ockror, kromgult och kadmiumgult är täckande.
- Bruna och brunröda pigment: Bränd terra, brun umbra, bränd umbra och caput mortuum är laserande medan engelskt rött och oxidrött är täckande.
- Brunsvarta pigment: Kasselbrunt (Van Dyke-brunt) är laserande.
- Röda och rödvioletta pigment: Krapplack är laserande medan kromrött och kadmiumrött är täckande.
- Gröna och grågröna pigment: Grön umbra, rå umbra och cyprisk umbra är delvis laserande medan kromoxidgrönt är täckande.
- Blå pigment: Ultramarinblått är täckande.
- Svarta pigment: Elfenbenssvart är täckande.

Pigment med ett och samma namn kan dock variera i täckkraft, och i 2010 års sortiment av Beckers normalfärger för konstnärsbruk kategoriseras pigmenten som transparenta respektive opaka (täckande) på ett sätt som delvis skiljer sig från ovanstående.

### Ljusäkthet
Ljusäkthet, eller ljusbeständighet, anger förmågan att motstå synbarlig förändring vid långvarigt utsättande för ljus. För bedömning och klassificering av detta finns flera olika skalor. Allmänt kan sägas att jordfärger generellt är mycket ljusäkta, medan naturliga färglacker och deras tidiga syntetiska ersättningar oftast har dålig ljusäkthet. Vilken förändring som sker varierar - blypigment har en tendens att svartna under ljusets inverkan, medan färglacker ofta bleknar och förlorar sin intensitet.

### Kalkäkthet
Pigment som ska användas i kalkfärg eller andra alkaliska färgtyper, till exempel silikatfärg, måste tåla påverkan av alkalier utan att förändras. Jordfärger är generellt kalkäkta, och vissa andra mineraliska pigment, som koboltblått och kromoxidgrönt, kan användas, medan andra både organiska och oorganiska pigment kan förstöras av alkaliska bindemedel.

### Hållbarhet mot luft och kemikalier
Pigmentets tålighet mot alkalier, syror och andra kemikalier avgör hur väl det behåller färgen och i vilka sammanhang det kan användas. Det avgör också vilka pigment som kan eller inte kan blandas med varandra. Det vanligast förekommande vita pigmentet, titanvitt, är i stort sett kemiskt inaktivt och låter sig alltså användas i alla bindemedel och tillsammans med alla andra pigment. Även jordpigment och syntetiska järnoxidpigment är generellt hållbara mot kemisk nedbrytning. Blypigment svartnar av svavel och förstörs alltså av luft förorenad med svaveldioxid, medan ultramarin i stället förstörs av syror. 

### Giftighet
Många av de traditionellt använda pigmenten är giftiga, både för målaren och för miljön, och har idag till stor del ersatts av andra. Blyvitt var länge det normala vitpigmentet, som användes trots sin kända giftighet eftersom det inte fanns några lämpliga ersättare. När man börjat framställa zinkvitt kunde blyvitt förbjudas för invändig målning - i Sverige skedde detta 1860. För utvändig målning användes blyvitt fram till 1920-talet, då det ersattes av titanvitt.
Även andra pigment innehåller den giftiga tungmetallen bly. Blymönja och blykromatpigment (kromgult, kromorange och kromrött) får sedan 1996 inte säljas i lösvikt direkt till konsument. Sedan 1989 finns inom Sveff, Sveriges Färgfabrikanters Förening, en överenskommelse att inte använda blykromathaltiga pigment i sina produkter, och den europeiska organisationen för färgbranschen, CEPE, har sedan 2004 en liknande överenskommelse om att fasa ut blyföreningar. Sveriges riksdag beslutade 2001 att nyproducerade varor så långt möjligt skulle vara fria från bly senast år 2010. Under 2015 har den europeiska kemikaliemyndigheten ECHA rekommenderat EU-kommissionen att fortsätta tillåta användningen av blykromat, vilket har lett till gemensamma protestuttalanden från Naturskyddsföreningen, Sveff och den svenska regeringen.
Tungmetallen kadmium är också giftig, och sedan 1973 får kadmiumpigment endast användas i konstnärsfärger. Tungmetallen krom används fortfarande i pigmentet kromoxidgrönt, där det ingår i en mycket stabil kemisk förening som inte bedöms ha någon negativ miljöpåverkan. I cinnober finns kvicksilver och i auripigment och schweinfurtergrönt finns arsenik. Inget av dessa pigment är längre i bruk. Även oorganiska kopparhaltiga pigment som t.ex. spanskgrönt är giftiga och har ersatts av organiska pigment med kopparinnehåll (kopparftalocyaniner).